# Savara diversalis
Savara diversalis är en fjärilsart som beskrevs av Moore 1883. Savara diversalis ingår i släktet Savara och familjen nattflyn. Inga underarter finns listade.